# Маркос (вратарь)
Ма́ркос Робе́рто Силве́йра Рейс (порт.-браз. Marcos Roberto Silveira Reis; род. 4 августа 1973, Ориенти, Сан-Паулу) — бразильский футболист, вратарь. Игрок национальной сборной (1999—2005). Чемпион мира 2002 года. Провёл всю свою профессиональную карьеру в составе одного клуба, «Палмейраса».

## Биография

### Клубная карьера
Маркос является воспитанником «Палмейраса», хотя перед тем, как прийти в школу этого клуба, он занимался также в «Ленсоенсе» и в «Коринтиансе». Дебютировал за основу «Палмейраса» в 1992 году в рамках чемпионата штата Сан-Паулу. Однако затем он на протяжении трёх лет продолжал выступать только за молодёжную команду. В 1993 и 1994 годах Маркос был в заявке команды, выигравшей дважды подряд чемпионат Бразилии, и формально он также становился победителем этих турниров.
Маркос вернулся в основу лишь в 1996 году, тогда же он дебютировал в Серии A чемпионата Бразилии. Всего за год он принял участие в 17 матчах «Палмейраса». В следующие два сезона Марскос сыграл лишь в 22 матчах своей команды, выступая в качестве дублёра Велезо.
По словам Маркоса, в какой-то момент он даже хотел бросить футбол и устроился на работу барменом, однако возглавивший «Палмейрас» и в будущем сборную Бразилии тренер Луис Фелипе Сколари сумел его отговорить от завершения карьеры.
1999 год стал по-настоящему звёздным для Маркоса. Он стал твёрдым игроком основы и, более того, одним из лидеров команды. Маркос стал одним из героев «Палмейраса» в победной кампании в Кубке Либертадорес. В 1/4 финала турнира «Вердао» обыграли своих самых принципиальных соперников, «Коринтианс», в серии послематчевых пенальти 5:4, а Маркос отбил удар Вампеты. В финале «Палмейрас» также выиграл в серии пенальти 4:3 у колумбийского «Депортиво Кали».
В следующем году «Палмейрас» вновь дошёл до финала Кубка Либертадорес благодаря ещё одной победе в полуфинале над «Коринтиансом», и также в серии пенальти. В финале «Палмейрас» вновь участвовал в серии пенальти, но на этот раз верх одержала аргентинская «Бока Хуниорс».
В 2002 году, после победы в составе сборной Бразилии на чемпионате мира, английский «Арсенал» попытался приобрести Маркоса, но он отказался уходить из родной команды. Несмотря на вылет по итогам того года из Серии A, Маркос остался в команде, и помог в 2003 году выиграть Серию B и вернуться в элиту бразильского чемпионата.
В 2008 году, спустя 12 лет, Маркос выиграл Лигу Паулисту, и в том же году сыграл за «Палмейрас» 400-й матч в матче против «Васко да Гамы». За 20 лет профессиональной карьеры Маркос провёл 532 матча за «Палмейрас», в которых пропустил 681 мяч.
4 января 2012 года, в возрасте 38 лет, Маркос объявил о завершении карьеры футболиста.

### В сборной
Маркос попал в заявку сборной Бразилии на Кубок Америки 1999 года, который бразильцы выиграли, но не сыграл там ни матча. В сборной Бразилии Маркос дебютировал 4 ноября 1999 года в товарищеском матче против сборной Испании. В том же году он сыграл на Кубке конфедераций 1999 года (2-е место), в 2001 году выступил на Кубке Америки (четвертьфинал), а в 2002 году стал с командой чемпионом мира в Японии и Корее, сыграв семь матчей и пропустив четыре мяча (четыре раза он провёл «сухие» матчи). Его последний турнир — Кубок конфедераций 2005 года, выигранный бразильцами.
В основе сборной Бразилии Маркус стал выходить чаще с сентября 2001 года, несмотря на наличие таких классных вратарей, как Дида и Рожерио Сени. Перед полуфиналом против Турции Маркус получил небольшое повреждение, но сумел восстановиться.

## Достижения

### Командные
- Чемпион мира: 2002
- Обладатель Кубка конфедераций ФИФА: 2005
  - Серебряный призёр Кубка конфедераций: 1999
- Обладатель Кубка Америки: 1999
- Чемпион Бразилии (2): 1993, 1994
- Чемпион Бразилии в Серии B: 2003
- Обладатель Кубка Бразилии: 1998
- Кубок Чемпионов Бразилии: 2000
- Чемпион штата Сан-Паулу (4): 1993, 1994, 1996, 2008
- Чемпион турнира Рио-Сан-Паулу (2): 1993, 2000
- Обладатель Кубка Либертадорес: 1999
- Финалист Кубка Либертадорес: 2000
- Обладатель Кубка Меркосур: 1998

### Личные
- Лучший игрок, вратарь и игрок-открытие Кубка Либертадорес 1999
- Первый вратарь, признанный лучшим игроком всего розыгрыша Кубка Либертадорес
- Лучший игрок финала Кубка Либертадорес 1999
- Лучший вратарь Лиги Паулисты 1999
- Четвёртый вратарь мира 2002
- Третий вратарь чемпионата мира 2002
- Согласно опросам, входит в тройку самых любимых болельщиками игроков в истории «Палмейраса»

## Статистика в «Палмейрасе»
| Клуб      | Сезон | Чемпионат Бразилии | Чемпионат Бразилии | Кубок Бразилии | Кубок Бразилии   | Континентальные турниры¹ | Континентальные турниры¹ | Другие турниры² | Другие турниры²  | Всего | Всего            |
| Клуб      | Сезон | Игры               | Пропущенные голы   | Игры           | Пропущенные голы | Игры                     | Пропущенные голы         | Игры            | Пропущенные голы | Игры  | Пропущенные голы |
| --------- | ----- | ------------------ | ------------------ | -------------- | ---------------- | ------------------------ | ------------------------ | --------------- | ---------------- | ----- | ---------------- |
| Палмейрас | 1992  | -                  | -                  | -              | -                | -                        | -                        | 1               | 0                | 1     | 0                |
| Палмейрас | 1993  | -                  | -                  | -              | -                | -                        | -                        | -               | -                | -     | -                |
| Палмейрас | 1994  | -                  | -                  | -              | -                | -                        | -                        | -               | -                | -     | -                |
| Палмейрас | 1995  | -                  | -                  | -              | -                | -                        | -                        | -               | -                | -     | -                |
| Палмейрас | 1996  | 12                 | 10                 | -              | -                | 2                        | 5                        | 4               | 1                | 18    | 16               |
| Палмейрас | 1997  | 6                  | 4                  | -              | -                | -                        | -                        | 5               | 9                | 11    | 13               |
| Палмейрас | 1998  | 1                  | 1                  | -              | -                | 3                        | 2                        | 7               | 10               | 11    | 13               |
| Палмейрас | 1999  | 15                 | 13                 | 8              | 10               | 20                       | 32                       | 17              | 30               | 60    | 85               |
| Палмейрас | 2000  | -                  | -                  | 2              | 5                | 14                       | 23                       | 23              | 30               | 39    | 58               |
| Палмейрас | 2001  | 14                 | 23                 | 2              | 5                | 16                       | 20                       | 9               | 9                | 39    | 52               |
| Палмейрас | 2002  | 19                 | 38                 | 4              | 5                | -                        | -                        | 18              | 26               | 41    | 69               |
| Палмейрас | 2003  | 30                 | 32                 | 5              | 10               | 2                        | 4                        | 9               | 15               | 46    | 61               |
| Палмейрас | 2004  | 5                  | 3                  | 6              | 10               | -                        | -                        | 8               | 10               | 19    | 23               |
| Палмейрас | 2005  | 22                 | 37                 | -              | -                | 9                        | 10                       | 10              | 15               | 41    | 62               |
| Палмейрас | 2006  | 4                  | 9                  | -              | -                | 2                        | 2                        | 8               | 9                | 14    | 20               |
| Палмейрас | 2007  | -                  | -                  | 1              | 0                | -                        | -                        | 13              | 15               | 14    | 15               |
| Палмейрас | 2008  | 37                 | 44                 | 4              | 5                | 3                        | 1                        | 16              | 11               | 60    | 61               |
| Палмейрас | 2009  | 35                 | 40                 | -              | -                | 10                       | 7                        | 10              | 12               | 55    | 59               |
| Палмейрас | 2010  | 13                 | 14                 | 6              | 2                | 1                        | 0                        | 16              | 29               | 36    | 45               |
| Палмейрас | 2011  | 19                 | 17                 | 2              | 6                | 2                        | 3                        | 4               | 3                | 27    | 29               |
| Всего     | Всего | 232                | 285                | 43             | 53               | 85                       | 109                      | 178             | 234              | 532   | 681              |

¹ Кубок Либертадорес, Южноамериканский кубок, Рекопа Южной Америки, Кубок КОНМЕБОЛ, Кубок Меркосур, Межконтинентальный кубок.

² Лига Паулиста, Турнир Рио-Сан-Паулу, товарищеские матчи.